# Cabre
Col de Cabre (1180 m n.p.m.) – przełęcz we francuskich Alpach Zachodnich (na terenie tzw. Préalpes du Dauphiné), w grzbiecie wododziału rozdzielającego zlewiska Rodanu i jego lewobrzeżnego dopływu Durance. Rozdziela (w szerokim sensie) masyw Vercors na północy od rozległej krainy Diois na południu. Stanowi przejście z doliny rzeki Drôme na zachodzie do doliny rzeki Buëch na wschodzie.
Pierwotna nazwa przełęczy, pochodząca z epoki galoromańskiej i zachowana na tzw. mapie Peutingera, brzmiała Gavrus mons. Obecną nazwę należy tłumaczyć jako Kozią Przełęcz (łac. capra – koza).
Przełęcz wykorzystywana była komunikacyjnie co najmniej od czasów rzymskich: już wtedy wiódł przez nią szlak prowadzący z Italii przez przełęcz Montgenèvre, doliną Durance, a następnie doliną Drôme do rzymskiej kolonii Valentia (obecnie Valence) nad Rodanem. W czasach napoleońskich znaczącą rozbudową szlaku przez przełęcz wsławił się mianowany w 1802 r. prefekt departamentu Alpy Wysokie, baron Jean-Charles François de Ladoucette. Dziś przez przełęcz przechodzi droga z Livron-sur-Drôme w dolinie Rodanu (nr D 93) do Aspres-sur-Buëch w dolinie rzeki Buëch (nr D 993).
Biegnąca równolegle do drogi jednotorowa linia kolejowa nie wspina się na przełęcz, lecz na wysokości 884 m n.p.m. przebija się na jej drugą stronę tunelem długości 3763 m – jednym z najdłuższych we Francji. Tunel ten był drążony w latach 1886-1891. Jego budowa pochłonęła wiele ofiar, głównie na skutek kilkakrotnych wybuchów metanu. Celem zapewnienia odpowiedniego przewietrzania tunelu jego przekrój jest tak duży, jak dla linii dwutorowej. Tunel zaopatrzono również w dwa szyby wentylacyjne wysokości 185 i 100 m.
W 1996 przełęcz znalazła się po raz pierwszy (i jak na razie jedyny) na trasie wyścigu kolarskiego Tour de France (etap 11. z Gap do Valence).
Na przełęczy jest zajazd turystyczny.